# ایل گوران قلعه زنجیری

لباس مردم گوران

ایل گوران قلعه زنجیری یکی از ایل‌های کرد است. این ایل یکی از قدیمی‌ترین ایل‌های کرد در غرب کشور است. 
ایل گوران از ایل‌های بزرگ ایران در استان کرمانشاه است، مردم آن، به زبان گورانی سخن می‌گویند و بیشتر پیرو آیین یارسان هستند. ایل گوران، شامل مناطق گسترده‌ای از استان کرمانشاه (سرپل ذهاب، قصر شیرین، اسلام آباد غرب و کرند غرب) است.

## تاریخ
در برخی منابع گفته شده که در اواخر پادشاهی ساسانیان کردهای گوران تحت فرماندهی رهبری فردی به نام گواتانزا حکومتی تشکیل داده‌اند که پایتخت آن کرمانشاه و آتروپاتکان (آذربایجان و کردستان امروزی یا ماد کوچک) قلمرو آن بوده‌است. برای این ادعا منبع موثق و اسناد کافی در دست نیست. آکوپوف ارمنی در کتاب کردان گوران نوشته‌است آنچنانکه در میان بزرگان گوران روایت و مشهور است خود را از بهرام گور شهریار پنجم ساسانی می‌دانند.
ولادیمر مینورسکی مردم گوران را مردمی با قدمت ۲٬۰۰۰ سال و بومیان منطقهٔ کرمانشاه می‌داند.
شهاب‌الدین احمد عمری (ابن فضل‌الله عمری) در کتاب مسالک الابصار فی ممالک الامصار از مردمی به نام گوران ذیل «قبایل کرد» یاد می‌کند. پیر ابرلینگ در مدخل گوران در دانشنامهٔ ایرانیکا این اشاره را قدیمی‌ترین اشاره به نام ایل گوران می‌داند. این موضوع توسط گارنیک آساطوریان نیز تکرار شده که بطورکامل اشتباه است، چراکه چند سده قبل تر از عمری در کتبی چون مجمل التواریخ و القصص از گوران‌ها یاد شده است.
کهنترین آثار به زبان گورانی هشت سطر از سده هفتم میلادی است که توسط کُردشناس معروف آکوپوف ارمنی در سال ۱۹۶۷ منتشر شده‌است.

## ریشه
ریشه واژه گوران، لغت گَوْر است و من حیث مجموع این واژه به معنای مردمان گَوْر می‌باشد. گبر یا گَوْر واژه‌ای است در کُردی، گورانی و فارسی جدید (فارسی دری) به معنی زَرتُشتی است که بعدها به تمامی غیر مسلمانان گفته شده‌است؛ پیش‌تر این واژه را تغییر یافته واژه عربی (کافر) می‌پنداشتند ولی اکنون نظریه غالب این است که از واژه آرامی gbr (خوانش: گَبْرا یا گَوْرا؛ به معنی مرد) است که در فارسی میانه نیز به صورت هزوارش GBRA (خوانش: mard) به کار رفته‌است.

## طایفه‌ها
طایفه‌های این ایل عبارتند از:
- طایفه چوپانکاره
- طایفه حیدری
- طایفه تفنگچی
- طایفه بهرامی[۱۲]
- طایفه ترابی